# 威斯康辛州第七國會選區
威斯康辛州第七國會選區是美国威斯康辛州的國會選區之一。當前眾議員為汤姆·蒂凡尼，2020年上任至今。